# Silingowie
Silingowie (łac. Silingae; stgr. Σιλίγγαι) – plemię wschodniogermańskie, w starożytności zamieszkujące tereny w Europie Środkowej. Gdy przemieścili się do Hiszpanii plemię to było opisywane jako stanowiące część większego etnosu zwanego Wandalami (w źródłach Vandali cognomine Silingi, Vandali Silingi, pars Wandalorum qui Silingi etc.). 
W V wieku po Chrystusie, Silingowie dołączyli do innych Wandalów tj. Hasdingów w podboju rzymskiej Iberii i północnej Afryki, a potem w zdobyciu Rzymu, przyczyniając się do upadku Cesarstwa Zachodniorzymskiego.

## Antyczne źródła
Klaudiusz Ptolemeusz w swojej Geografii (II wiek po Chrystusie) pisze: Poniżej [na południe] Semnonów mieszkają Silingowie, poniżej Burgundów Lugowie Omanowie i Lugowie Didunowie aż do gór Asciburgius; a poniżej Silingów Kalukoni po obu stronach rzeki Albis, poniżej tych Cheruskowie i Kamawowie aż do góry Melibocus, od której na wschód blisko rzeki Albis Bohemowie, ponad nimi Bateinowie i poniżej gór Asciburgius Korkontowie i Lugowie Burowie aż do źródeł rzeki Wisły. Za tymi pierwsi są Sidonowie, potem Kognowie, potem Wisburgiowie powyżej Lasu Hercyńskiego:

Πάλιν ὑπὸ μὲν τοὺς Σέμνονας οἰκοῦσι Σιλίγγαι, ὑπὸ δὲ τοὺς Βουργούντας Λοῦγοι οἱ Ὀμανοὶ, ὑφ᾽ οὓς Λοῦγοι οἱ Διδοῦνοι μέχρι τοῦ Ἀσκιβουργίου ὂρους; ὑπὸ δὲ τοὺς Σιλίγγας Καλούκωνες ἐφ᾽ ἑκάτερα τοῦ Ἅλβιος ποταμοῦ, ὑφ᾽ οὓς Χαιρουσκοὶ καὶ Καμαυοὶ μέχρι τοῦ Μηλιβόκου ὄρους, ῳν πρὸς ἀνατολὰς περὶ τὸν Ἄλβιν ποταμὸν Βαινοχαῖμαι, ὑπὲρ οὓς Βατεινοὶ, καὶ ἔτι ὑπὲρ τούτουσς ὑπὸ τῷ ἀσκιβουργίῳ ὄπει Κορκοντοὶ καὶ Λοῦγοι οἱ Βοῦροι μέχρι τῆς κεφαλῆς τοῦ Οὐιστούλα ποταμοῦ· ὑπὸ δὲ τούτους πρῶτοι Σίδωνες, εὶτα Κῶγνοι, εὶτα Οὐισβούργιοι ὑπὲρ τὸν Ὀρκύνιον Δρυμόν. 

## Miejsce zamieszkania
Wg Geografii autorstwa Klaudiusza Ptolemeusza Silingowie zamieszkiwali tereny między Łabą a Odrą, w północnych Łużycach lub południowej Meklemburgii.
Wg innych opinii Silingowie żyli nie między Łabą i Odrą, ale na Dolnym Śląsku. Za lokalizacją Silingów na tym obszarze opowiadają się profesorowie: Jerzy Strzelczyk, Norman Davies, Jerzy Krasuski i Andrzej Kokowski. Pobytu Silingów na Dolnym Śląsku nie wykluczał również profesor Henryk Łowmiański.
Silingowie są wymienieni w II wieku n.e. przez Ptolemeusza jako plemię żyjące na południe od Swebów-Semnonów, którzy zamieszkiwali nad rzeką Hawelą. Na podstawie tych informacji Ptolemeusza część badaczy lokalizuje plemię Silingów na terenie Dolnych Łużyc lub Miśni, a nie na Śląsku. Jednak, zdaniem prof. Kazimierza Godłowskiego, umiejscowienie Silingów na Łużycach jest zupełnie niemożliwe, gdyż obszar ten nie wykazywał wtedy śladów osadnictwa ludzkiego i najprawdopodobniej był zupełnie niezamieszkany. Nie przesądza tej sprawy prof. Andrzej Kokowski, który uznaje to za jedną z możliwych hipotez.
Liebeschuetz uważa, że w czasach cesarza rzymskiego Marka Aureliusza (161–180 po Chrystusie) Silingowie żyli w Sudetach, które nazywane były przez Kasjusza Diona „górami Wandalów” (gdzie Łaba ma swoje początki), odmienną opinię wyrażał jednak Jerzy Kolendo, ponieważ dawniej mylono górny bieg Wełtawy i Łaby, a więc "górami Wandalów" mogła być Szumawa. 

## Dzieje Silingów

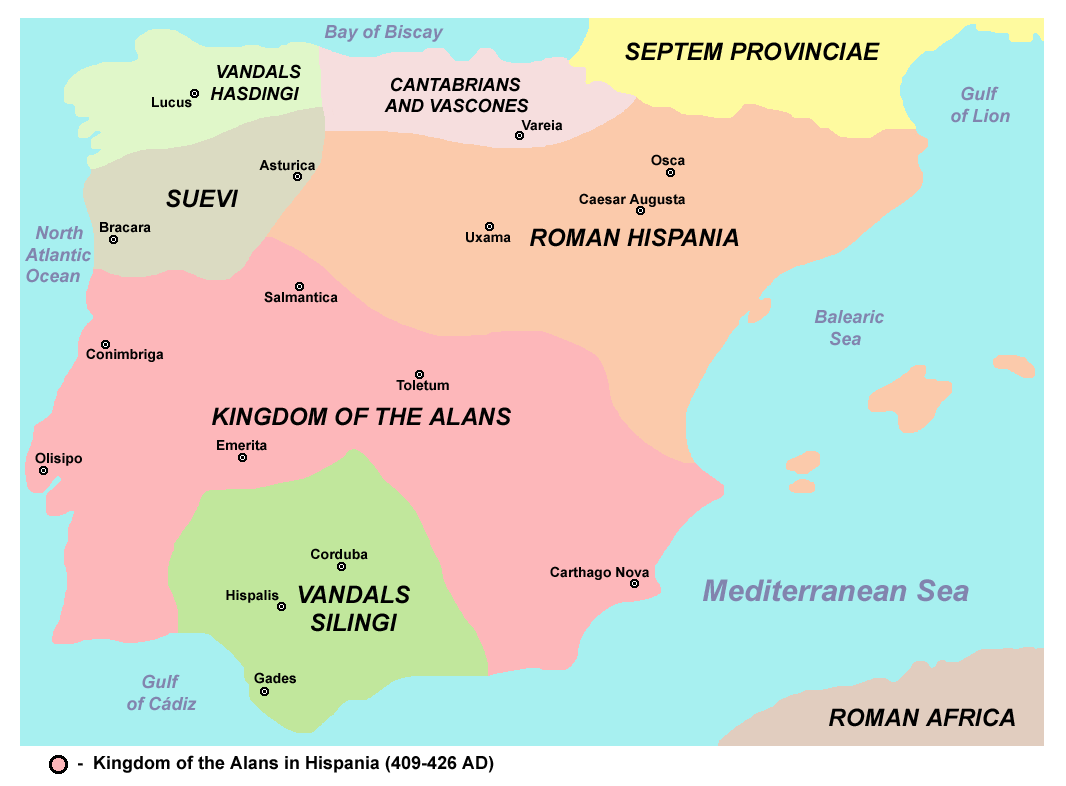
Rozmieszczenie stref kontrolowanych przez Silingów, Hasdingów, Alanów i Swebów w Hiszpanii

Naukowcy nie są zgodni, czy Silingowie byli odłamem konfederacji plemiennej Wandalów, czy też samodzielnym, ale spokrewnionym z nimi plemieniem. Pliniusz Starszy nie wymienia ich bowiem jako części Wandiliów (występująca u niego wcześniejsza forma nazwy Wandalów). Po raz pierwszy, być może, zostali wymienieni wraz z Gotami przez Strabona, w kontekście wpływów państwa Marboda.
Silingów łączy się z Naha(na)rwalami (wspomnianymi przez Tacyta) zamieszkującymi w I wieku n.e. środkowy Śląsk, których nazwa brzmi jednak niegermańsko (celtyckiego pochodzenia?). Na terytorium Nahanarwalów znajdował się ośrodek kultowy poświęcony bliźniaczym Alkom, identyfikowany z Limios alsos – „Gajem Limijskim” (Ptolemeusza), być może pozostającym w związku z „niemym” ośrodkiem na Ślęży.
Hipotezy dotyczące identyfikacji etnonimów Silingowie/Nahanarwalowie, zakładającej ich allochtoniczność:
1. Wandalowie-Silingowie przywędrowali na tereny zamieszkane przez niegermańskich pierwotnie Nahanarwalów, którzy w procesie akulturacji przejęli ich imię.
2. Hipoteza przeciwna do pierwszej – pierwotni, północni, Silingowie nie byli wandalskiego pochodzenia i tradycję wandalską przejęli wkraczając w pierwszej połowie II wieku n.e. na terytorium „związku lugijskiego” (jego głównym składnikiem mieli być Wandalowie).
3. Migracja dużych grup ludności w latach 120–160 n.e. na Śląsku była wydarzeniem wewnątrzplemiennym, a „Nahanarwalowie” byli tylko kultowym imieniem Silingów.

Tak czy inaczej, Śląsk znalazł się w pewnym momencie pod władzą Silingów, którzy dominowali w południowo-zachodnich terenach, obecnie polskich, do okresu wędrówek ludów. 
Wandalowie-Hasdingowie, kojarzeni ze wschodnią strefą kultury przeworskiej (głównie Mazowsze i Lubelszczyzna), opuścili w końcu II wieku n.e. zamieszkiwane dotąd tereny i przemieścili się na południe (górna Cisa, nad granicą dacką notowani od lat 70.) i południowy wschód (zachodnia Ukraina). Prawdopodobnym powodem przesunięć etnicznych były ruchy ludnościowe na obszarach, na których lokalizuje się m.in. plemiona Gotów i Gepidów (głównie Pomorze). Ruchy te, zwane wędrówką „ludów gockich”, miały odbicie w zmianach obszaru występowania elementów kultury wielbarskiej. W tym samym, prawdopodobnie, czasie Burgundowie przesunęli się na południowy zachód (znad Warty?), (kultura luboszycka) nad dolny Bóbr (rzeka) i Nysę Łużycką, a przybysze ze środkowego Śląska pojawili się na Górnym Śląsku. Duża aktywność środkowoeuropejskich ludów barbarzyńskich znalazła swój wyraz w atakach na północny limes rzymski i wojnach markomańskich.
Na dłuższy czas Silingowie zniknęli ze źródeł, ale około 277–278 n.e. to prawdopodobnie oni występują pod ogólną nazwą Wandalów, którzy wraz z Burgundami, mieli zostać pokonani przez Probusa. Władca pokonał ich dwukrotnie, a jeńców przesiedlił do Brytanii (tam toponimy: Wandlebiria/Wandlebury , rzeka Wandle).
W IV wieku n.e., w okolicach Wrocławia, wykształcił się duży ośrodek władzy (po którym pozostały ślady w postaci tzw. "grobowców książęcych" w Zakrzowie/Sackrau), być może obejmujący cały obszar kultury przeworskiej.
Na początku V wieku n.e. prawdopodobnie większość Silingów przyłączyła się do luźnej koalicji Hasdingów, Swebów i Alanów, która w noc sylwestrową 406 roku przekroczyła skuty lodem Ren, atakując tym samym cesarstwo rzymskie. W 409 ludy te przekroczyły Pireneje, łupiąc rzymską Hiszpanię, z racji słabości cesarstwa rzymskiego w tym czasie ok. 411 lub 412 roku doszło porozumienia pomiędzy cesarzem Honoriuszem a barbarzyńcami tj. Wandalami (Hasdigami i Silingami), Alanami i Swewami, który doprowadził do podziału Hiszpanii, co opisuje Hydacjusz (Hydatius, 49):
subversis plagarum grassatione Hispaniae provinciis barbari ad pacem ineundam domino miserante conversi sorte ad inhabitandum sibi provinciarum dividunt regiones. Galleciam Vandali [tj. Hasdingowie] occupant et Suevi sita in extermitate oceani maris occidua; Alani Lusitaniam et Cathaginensem provincias et Vandali cognomine Silingi Baetica sortiuntur. Rzymianie nie zamierzali jednak dotrzymywać porozumienia i za ich sprawą Walia, król Wizygotów zaatakował Silingów i Alanów w 416 roku. Silingowie i część Alanów przyłączyli się wtedy do Hasdingów, a potem uderzyli na prowincje rzymskie w Afryce
Gocki kronikarz Jordanes, którego lud pochodził z regionów sąsiadujących z krainą Wandali, wspomina w Gotica o nieopisanym przez innych ówczesnych kronikarzy, mieście Sillestina.

## Związek z nazwą Śląska
Treść tej sekcji może nie być zgodna z zasadami neutralnego punktu widzenia.
Dokładniejsze informacje o tym, co należy poprawić, być może znajdują się w dyskusji tej sekcji.
 Po wyeliminowaniu niedoskonałości należy usunąć szablon {{Dopracować}} z tej sekcji.
Niektórzy dawniejsi i współcześni badacze uważali, że Silingowie prawdopodobnie zasiedlali tereny wokół Ślęży od około 100 p.n.e. do 406 n.e. Na obszarach środkowej i południowej Polski występowała wówczas kultura przeworska identyfikowana z tzw. związkiem lugijskim (Lugiorum nomen).
Od nazwy Silingów niektórzy niemieccy badacze próbowali wyprowadzić etymologię nazwy „Śląsk” (łac. Silesia). Hipoteza ta została postawiona w 1830 roku przez śląskiego nauczyciela Ignacego Imsiega.
Zakwestionowali ją w okresie międzywojennym polscy naukowcy: historyk prof. Władysław Semkowicz i językoznawca prof. Mikołaj Rudnicki. Odrzucili oni możliwość przekształcenia rdzenia sil- w s'le-, jednocześnie wyprowadzając nazwę Śląska od toponimów: góry Ślęży i płynącej obok rzeki Ślęzy, wywodzących jakoby swe nazwy ze słowiańskiej rodziny słów ślęg, ślęgnąć – opisujących miejsca wilgotne.
Obecnie większość uczonych, w tym polskich, odrzuca tę słowianofilską interpretację.
Zdaniem niektórych badaczy, nazwa Śląsk, staropolski Ślążsk (-o), starosłowiańskie *Sьlęžьskъ (<*Sьlęg-ьskъ) da się regularnie wyprowadzić ze starogermańskiego *Siling-isk (land) „kraj Silingów (dosł. siliński)” (równie regularnie jak: książę, księży, ksiądz < kъnędz, kъnęgь z germ. kuning-). Powyższa etymologia odnosi się również do wymienionych wcześniej toponimów, w tym i do góry Ślęży, która w czasach przebywania na Śląsku Silingów (jak i wcześniej) była prawdopodobnie dużym (może nawet centralnym) ośrodkiem kultowym dla plemion skupionych w „związku lugijskim”.
Warto wspomnieć o badaniach prof. Jürgena Udolpha, który twierdził, że nazwa Śląsk pochodzi od nazwy Ślęza i wskazał przy tym na wiele plemion słowiańskich, których nazwy pochodzą od rzek. Jego zdaniem nawet ewentualny rdzeń sil- nie wskazywałaby na germańskość nazwy, ponieważ spotyka się go w nazwach wielu rzek np. Sile w Wenecji, Silla w Asturii, Silinka w Rosji i szeregu innych. Także badania prof. Stanisława Rosponda nad najdawniejszymi dokumentami z XII i XIII wieku wskazują, że nazwy z tego okresu zapisywano w formie: Slesia, Slezia, Zlesensis. Forma Silesia pojawiła się znacznie później – już w czasach nowożytnych, prawdopodobnie „za sprawą lektury Thietmara, który jako pierwszy słowiańskiej nazwie Śląsk nadał dostosowaną do grafiki i fonetyki niemieckiej formę Silensia”. Może to wskazywać, że łączenie nazwy plemienia Ślężan, którą zapisywano pierwotnie jako Sleenzane, Zlasane, Selenza z Silingami nie ma wiele wspólnego.
W XXI w. przeważa pogląd, że nazwa Śląsk wywodzi się od nazwy rzeki Ślęza, względnie góry Ślęża, która to nazwa nie ma ani germańskiego, ani słowiańskiego rodowodu, ale jest toponimem staroeuropejskim (Hans Krahe, Witold Mańczak. Z kolei nazwa Ślęza miała zostać przejęta do języków indoeuropejskich od wcześniejszych mieszkańców tego regionu Europy. Dlatego coraz większą popularnością cieszy się interpretacja najprostsza, że to nie Śląsk nosi swe miano od Silingów, a lud ten, podobnie jak słowiańscy Ślężanie, od toponimu/hydronimu; nazwa dzielnicy, występująca w średniowiecznych źródłach jako pagus Silensis, Cilensis, Slesia, Zlezia, wreszcie Silesia i góry (Sclenza, Zlenza), a zarazem rzeki tam płynącej.

## Odwołania
Nazwę Silingia noszą niemieckie korporacje studenckie zakładane od XIX wieku na Śląsku lub odwołujące się do śląskich tradycji.
Zakłady tkalni ze Christian Dierig A.G/Bielbaw działały w latach 1939–1945 pod kryptonimem Siling I, kiedy to zaczęły produkowały broń. Kryptonim Siling II nosiło z kolei przedsiębiorstwo Jordan.